# Amir Omrani
Pour les articles homonymes, voir Omrani.
Amir Omrani, né le 8 février 1989 en Tunisie, est un footballeur tunisien évoluant au poste d'attaquant.

## Carrière
- août 2008-septembre 2017 : Étoile sportive du Sahel (Tunisie)
  - juillet 2010-juin 2011 : El Gawafel sportives de Gafsa (Tunisie, prêt)
  - janvier 2013-juillet 2015 : Avenir sportif de La Marsa (Tunisie, prêt)
  - juillet 2016-septembre 2017 : Avenir sportif de Gabès (Tunisie, prêt)
- septembre 2017-juillet 2018 : Avenir sportif de La Marsa (Tunisie)
- juillet 2018-juillet 2019 : Al-Sadd FC (en) (Arabie saoudite)
- depuis juillet 2019 : Al-Thoqbah Club (en) (Arabie saoudite)